# Лукнов (Черниговская область)
Лукнов (укр. Лукнів, до 2014 г. — Лукново) — село в Коропском районе Черниговской области Украины. Население — 562 человека. Занимает площадь 2,916 км².
Код КОАТУУ: 7422284301. Почтовый индекс: 16233. Телефонный код: +380 4656.

## Власть
Орган местного самоуправления — Лукновский сельский совет. Почтовый адрес: 16233, Черниговская обл., Коропский р-н, с. Лукново, ул. Мира, 52а.